# Ali Altin
Ali Altin (* 1976 in Goch; † 2020 in Berlin) war ein deutscher bildender Künstler. Sein Werk umfasst Malerei, Zeichnung und Installation und ist geprägt durch eine figurative, teils groteske Bildsprache. Altin war insbesondere in der unabhängigen Kunstszene aktiv und stellte regelmäßig in Deutschland und international aus.

### Leben
Altin wurde 1976 in Goch geboren. Nach einem ersten Studium an der ArtEZ Academie voor beeldende kunsten in Arnheim (2003–2004) wechselte er 2006 an die Kunstakademie Düsseldorf, wo er bis 2011 bei Tal R studierte. Er lebte in Düsseldorf und später in Berlin, wo er 2020 verstarb.

### Werk
Altins Arbeiten sind stark figurativ geprägt und verbinden Einflüsse aus Mythologie, Popkultur und Alltagsbeobachtungen. Er arbeitete mit verschiedenen Materialien, darunter Öl, Acryl, Spray und Kreide auf Leinwand, Nessel oder Papier. Häufig tauchen hybride Wesen, Masken, Tiere oder abstrahierte Körperformen auf. Kunsthistoriker beschrieben sein Werk als „assoziativ, verwoben und zwischen Komik und Verstörung changierend.“

### Ausstellungen (Auswahl)
Einzelausstellungen
- 2017: Flaschi, Weiss Berlin, Berlin[4]
- 2012: The Blue Room, Kunstraum Innsbruck, Innsbruck
- 2011: Mika tdrl, Filmwerkstatt Düsseldorf, Düsseldorf[5]

Gruppenausstellungen
- 2015: Kunstraum: Ausstellung mit sechs Künstlern, Kunstraum Düsseldorf[6]
- 2013: Hotel Cerveau, Kater Holzig, Berlin
- 2012: New Kids on the Block, Neues Westdeutschland, Berlin
- 2012: German Kleinformat 3, Galería Neter, Mexiko-Stadt
- 2012: Die stummen Schreie deiner Socken, Plattenpalast, Berlin

### Rezeption
Altins Werk wurde in der deutschen Kunstpresse und in Ausstellungstexten mehrfach als vielschichtig und symbolreich beschrieben. Sein offener, prozesshafter Umgang mit Materialien sowie die Kombination aus klassischer Maltechnik und popkulturellen Referenzen wurden als charakteristisch für seine Bildsprache angesehen.